# Webmention
Webmention（ウェブメンション）は、任意のURLに対してあるウェブサイトがリンクを生成したことを通知したり、ウェブページがリンクを付与した者に対して通知を要求したりするためのプロトコルである。IndieWebCampコミュニティによって独自に開発され、W3Cのワーキングドラフトとして2016年1月12日に公開された。2016年5月24日、W3CはWebmentionを勧告候補としてアナウンスした。Webmentionによって、ウェブサイト製作者は執筆した記事に誰がリンクを付与したか、参照したか、あるいはコメントを寄せたかを追跡することができる。他のウェブサイトからのコメントを組み込むことで、ウェブサイト自身が統合的なコメント機能を提供できる。
pingbackと同様に、Webmentionは4種類あるlinkbacks技術のうちのひとつだが、HTTPとapplication/x-www-urlencodedによるURLエンコーディング技術を使用することで、XML-RPCプロトコルに依存するpingbackよりも簡素になるように設計されている。

## 参照
1. ↑  https://indiewebcamp.com/Webmention
2. ↑  https://www.w3.org/blog/news/archives/5268
3. ↑  https://www.w3.org/blog/news/archives/5439
4. ↑   Webmention, IndieWebCamp 2014年7月1日閲覧。